# 5238 Naozane
5238 Naozane (1990 VE2) là một tiểu hành tinh vành đai chính được phát hiện ngày 13 tháng 11 năm 1990 bởi Hioki và Hayakawa ở Okutama.